# Rose Namajunas
Rose Namajunas (ur. 29 czerwca 1992 w Milwaukee) – amerykańska zawodniczka mieszanych sztuk walki (MMA), litewskiego pochodzenia. Mistrzyni organizacji UFC w wadze słomkowej w latach 2017–2019 oraz 2021–2022.

## Młodość i edukacja
Urodziła się w Milwaukee, w stanie Wisconsin 29 czerwca 1992. Jej rodzice z Litwy przeprowadzili się do Stanów Zjednoczonych we wrześniu 1991. Została nazwana Rose (lit. Rožė) na cześć swojej prababki Rožė Gotšalkaitė Namajūnienė, której mąż Juozas był oficerem wojskowym Niepodległej Litwy. Juozas w 1933 zaciągnął się do wojska litewskiego, w 1936 awansował na porucznika. Podczas sowieckiej inwazji na Litwę w 1939 walczył w ruchu oporu. Po zajęciu kraju przez Sowietów został zmuszony do zaciągnięcia się do Armii Czerwonej. Po wypowiedzeniu wojny przez Niemców Związkowi Radzieckiemu i późniejszym wycofaniu się sowietów z krajów bałtyckich, Juozas opuścił Armię Czerwoną i przeszedł do życia cywilnego. Kiedy Sowieci ponownie zajęli Litwę, Juozas został aresztowany przez NKWD i wysłany do obozu jenieckiego. Został zabity przez sowieckich agentów KGB w pobliżu swojego domu w 1968 roku. Dziadek Namajunas – Algimantas Andriukonis, był odnoszącym sukcesy zapaśnikiem, wygrywał krajowe mistrzostwa na Litwie i zawody w ZSRR. Rose regularnie odwiedza Litwę i komunikuje się w języku litewskim z dziadkami.
Ojciec Namajunas – Arturas, cierpiący na schizofrenię, opuścił rodzinę, gdy Rose była jeszcze młoda i zmarł na zapalenie płuc w Niemczech w 2008 roku, kiedy Rose miała 16 lat. Jej matka była pianistką, kształciła się w Litewskiej Akademii Muzyki i Teatru.
Rose dorastała w Milwaukee w trudnej okolicy, gdzie od najmłodszych lat była świadkiem przemocy. Jej matka dużo pracowała, a brat rzadko bywał w domu. Jej koledzy z sąsiedztwa nazywali ją „Zbirem Różą”, ponieważ była jedyną białą dziewczyną wśród nich i najmniejszą, a jednocześnie najtwardszą w ich grupie przyjaciół. Przyznała się do bycia ofiarą wykorzystywania seksualnego, jednocześnie podkreślając, że nie chce mówić o konkretnych szczegółach. Ukończyła Liceum Sztuk Pięknych w Milwaukee, gdzie była znakomitą biegaczką przełajową.

### Początki w sztukach walki
Zaczęła ćwiczyć taekwondo w wieku 5 lat. Zdobyła pas poom (czarny pas juniorów) w wieku 9 lat. Następnie zaczęła trenować zarówno karate, jak i brazylijskie jiu-jitsu. W liceum zaczęła trenować kickboxing i mieszane sztuki walki z Duke'm Roufusem w Roufusport, a także była zapaśniczką ostatniego roku w Milwaukee High School of the Arts.

## Kariera MMA

### Początki kariery
Namajunas zaczęła rywalizować amatorsko w MMA, w 2010 roku. Trenowała pod okiem trenera Grega Nelsona w Milwaukee High School of the Arts. Ustanowiła amatorski rekord 4-0 z 2 zwycięstwami przez TKO i 2 decyzjami. Oba rezultaty miały miejsce w pierwszej rundzie.

### Invicta Fighting Championship
W pierwszej zawodowej walce zmierzyła się przeciwko Emily Kagan na Invicta FC 4: Esparza vs. Hyatt w dniu 5 stycznia 2013 roku. Zwyciężyła przez poddanie w trzeciej rundzie trzeciej. Zwycięstwo w jej profesjonalnym debiucie przyniosło jej również premię bonusową w kategorii poddanie nocy.
W swoim drugim zawodowym występie, 5 kwietnia 2013 roku zmierzyła się z Kathiną Catron podczas Invicta FC 5: Penne vs. Waterson. Wygrała walkę przez poddanie w zaledwie 12 sekund od rozpoczęcia pojedunku. Występ przyniósł jej drugą nagrodę bonusową za poddanie wieczoru.
13 lipca 2013 zawalczyła z Tecią Torres na Invicta FC 6: Coenen vs. Cyborg. Odnotowała wówczas pierwszą zawodową porażkę, przegrywając jednogłośną decyzją sędziów na pełnym dystansie.

### The Ultimate Fighter
11 grudnia 2013 r. ogłoszono, że została zakontraktowana przez Ultimate Fighting Championship (UFC) wraz z 10 innymi zawodniczkami wagi słomkowej, aby rywalizować w 20. sezonie amerykańskiego reality show The Ultimate Fighter.
Na początku przygody z programem była czwartym wyborem trenera Gilberta Melendeza. W rundzie wstępnej turnieju pokonała Alex Chambers przez poddanie.
W ćwierćfinale zmierzyła się ze Szkotką, Joanne Calderwood. Wygrała walkę przez kimurę w drugiej rundzie.
W półfinale zawalczyła się z Randą Markos. Ponownie wygrała walkę przez kimurę, tym razem w pierwszej rundzie.
W finale turnieju, który odbył się 12 grudnia 2014 roku na The Ultimate Fighter: A Champion Will Be Crowned Finale walczyła z Carlą Esparza o inauguracyjne mistrzostwo wagi słomkowej kobiet UFC. Przegrała walkę przez poddanie w trzeciej rundzie.

### UFC
Pomimo przegranej w finale The Ultimate Fighter, otrzymała dwa bonusy sezonu w wysokości 25 000 dolarów w kategorii Występ Sezonu i Walkę Sezonu za walkę z Joanne Calderwood.
23 maja 2015 roku w walce na karcie wstępnej UFC 187 miała zmierzyć się z Niną Nunes. Przed walką rywalka nie zrobiła wagi i została ukarana odebraniem jej 20 procent swojej gaży. Walka została ostatecznie odwołana na kilka godzin przed galą, ponieważ Nunes została uznana za niezdolną do walki z powodu choroby. Według jej narożnika, zachorowała ona na grypę tydzień wcześniej, a redukcja wagi nasiliła chorobę, zmuszając ją do przedwczesnego przerwania redukcji wagi i ostatecznego wycofania się z walki. Mimo że walka nie mogła się odbyć, Namajunas otrzymała pełne wynagrodzenie za walkę (pieniądze za występ i wygraną).
3 października 2015 roku na gali UFC 192 zawalczyła z Angelą Hill. Po kilku kopnięciach powaliła rywalkę na deski przez potknięcie po ciosie, po czym poddała ją w pierwszej rundzie przez duszenie zza pleców.
W głównej walce wieczoru gali UFC Fight Night 80, która odbyła się 10 grudnia 2015 roku skrzyżowała rękawice z Paige VanZant, zastępując kontuzjowaną Joanne Calderwood. Zwyciężyła walkę w połowie piątej rundy przez poddanie duszeniem zza pleców. Wygrana zapewniła jej pierwszą nagrodę w postaci bonusu za występ wieczoru.
16 kwietnia 2016 roku podczas UFC on Fox 19 doszło do jej walki z niepokonaną Tecią Torres, w rewanżu za walkę z 2013 roku.  Namajunas pokonała swoją dawną pogromczynię przez jednogłośną decyzję sędziów.
30 lipca 2016 roku na UFC 201 zmierzyła się z Karoliną Kowalkiewicz. Polka pokonała Namajunas przez niejednogłośną decyzję. Obie zawodniczki za swój występ otrzymały bonus za walkę wieczoru.
Podczas gali UFC on Fox 24, która odbyła się 15 kwietnia 2017 roku zawalczyła z Michelle Waterson. Wygrała przez poddanie przez duszenie zza pleców w 2. rundzie.

#### Mistrzyni wagi słomkowej
4 listopada 2017 roku zmierzyła się z Joanną Jędrzejczyk o jej mistrzostwo wagi słomkowej. Do walki pań doszło na UFC 217 w Madison Square Garden, w Nowym Jorku. Wygrała przez nokaut w pierwszej rundzie i została nową mistrzynią UFC w wadze słomkowej kobiet. Wygrana przyniosła jej drugi bonus za występ wieczoru. Było to również jej pierwsze zwycięstwo przez nokaut w zawodowej karierze. Na konferencji prasowej po gali, stwierdziła, że zamierza wykorzystać swój status mistrzyni jako do szerzenia świadomości na temat chorób psychicznych.
7 kwietnia 2018 podczas UFC 223 w rewanżu pokonała ponownie Jędrzejczyk, tym razem jednogłośnie na punkty.
W swojej drugiej obronie tytułu stoczyła walkę z Jéssicą Andrade, w walce wieńczącej galę UFC 237, która odbyła się 11 maja 2019. Przegrała przez nokaut w drugiej rundzie. Walka ta przyniosła jej nagrodę w postaci bonusu za walkę wieczoru. Była to pierwsza walka Namajunas poza Stanami Zjednoczonymi.
18 kwietnia 2020 roku na UFC 249 miało dojść do jej rewanżu z Jéssicą Andrade, jednak 8 kwietnia Namajunas wycofała się z walki. Jej menedżer jako przyczynę wskazał zgony w jej rodzinie, spowodowane pandemią COVID-19. Walka została przełożona i ostatecznie odbyła się 12 lipca 2020 roku na UFC 251. Namajunas wygrała walkę przez niejednogłośną decyzję. Walka przyniosła jej nagrodę w postaci bonusu za walkę wieczoru.
24 kwietnia 2021 na gali UFC 261 zawalczyła ponownie o mistrzowski pas wagi słomkowe. Przeciwniczką Namajunas została ówczesna mistrzyni Zhang Weili. Pojedynek w pierwszej rundzie zwyciężyła Namajunas, która trafiła rywalkę wysokim kopnięciem na głowę oraz zdobyła utracone mistrzostwo.
W pierwszej obronie mistrzowskiego pasa po raz kolejny pokonała Zhang Weili. Po 25 minutach wyrównanego starcia sędziowie nie byli jednogłośni. Dwóch z nich przyznało wygraną Namajunas (49-46, 48-47), jeden Zhang (48-47).
7 maja 2022 na UFC 274 w Phoenix, straciła pas na rzecz dawnej mistrzyni, Carli Esparzy, która wypuntkowała niejednogłośnie Namajunas.

#### Przejście do wagi muszej
2 września 2023 w Paryżu, podczas drugiej, najważniejszej walce wieczoru gali UFC Fight Night: Gane vs. Spivak, przegrała jednogłośnie na punkty z Manon Fiorot. Po walce menadżer Namajunas, poinformował, że zawodniczka już w pierwszej rundzie złamała palce u ręki.
W walce wieczoru gali UFC Fight Night: Ribas vs. Namajunas, która odbyła się 23 marca 2024 w Las Vegas, zmierzyła się z Brazylijką, Amandą Ribas. Wszyscy sędziowie wskazali jednogłośnie (49-46, 49-46, 48-47) zwycięstwo Namajunas.
2 listopada 2024 na gali UFC Fight Night: Moreno vs. Albazi w kanadyjskim Edmonton, uległa Erin Blanchfield jednogłośnie na kartach punktowych. Wszyscy sędziowie punktowali pojedynek identycznie – 48-47 dla Blanchfield.
14 czerwca 2025 na gali UFC Fight Night: Usman vs. Buckley w Atlancie, stoczyła walkę z Mirandą Maverick. Zwyciężyła jednogłośnie na kartach punktowych. 

## Styl walki
Namajunas w swoich walkach często porusza się do przodu, naciskając na przeciwniczkę ciosami i wysokimi kopnięciami. Jest znana z zaawansowanych technicznie uderzeń i pracy nóg, używając różnych kątów i kilku kreatywnych ustawień. Podczas swojej walki na Invicta FC 6 wyprowadziła serię kopnięć frontalnych i kopnięć okrężnych na głowę przeciwniczki. Po skróceniu dystansu, czasami próbuje chwytać i poddawać rywalki.

## Życie prywatne
Jest chrześcijanką i jest antykomunistką. Przed walką z Zhang Weili, mówiła o historii komunistycznego ucisku w jej rodzinnej Litwie i wspomniała o filmie dokumentalnym The Other Dream Team jako inspiracji. Powiedziała, że: ,,dokument daje dobre pojęcie o tym, przez co musiała przejść moja rodzina, dlaczego jestem dzisiaj w Stanach Zjednoczonych, dlaczego uprawiam mieszane sztuki walki, wszystko to”. Powiedziała, że postrzega swoją walkę z Zhang jako symbol walki między komunizmem a wolnością, mówiąc, że jest ,,czerwona” reprezentuje komunizm, odnosząc to do historii jej rodziny pod byłym reżimem ZSRR na Litwie. W kolejnym wywiadzie stwierdziła, że jej komentarze nie były skierowane osobiście do Zhang, i powiedziała, że chodziło bardziej o jej własne „wewnętrzne bitwy”, a także o „pokoleniowe PTSD”. Zhang powiedziała później, że zignorowała komentarze Namajunas, stwierdzając: „Uważam, że jako sportowiec musisz skupić się na sobie”. Opisując swoje pochodzenie i motywację do walki, Namajunas stwierdziła: „Mam świadomość Chrystusową, mam litewską krew i mam amerykański sen”.
Dawniej nosiła przydomek „Riveter”, co było nawiązaniem do amerykańskiej ikony kultury Rózi Nitowaczkarowej. Jej obecny pseudonim, „Thug Rose”, został nadany przez przyjaciół, gdy była młoda, z powodu jej zastraszającego spojrzenia.
Jest narzeczoną i partnerką treningową byłego zawodnika Glory i wagi ciężkiej UFC Pata Barry, który jest od niej starszy o 13 lat. Pierwszy raz spotkali się na siłowni, gdy Rose zaczęła tam trenować w szkole średniej. Para zaręczyła się w 2014 roku.
Ma brata o imieniu Nojus, który kiedyś prowadził prywatne studio fortepianowe. Sama Rose gra na pianinie od piątego roku życia. Nolus jest również zawodnikiem mieszanych sztuk walki i zadebiutował zawodowo w marcu 2021 roku.

## Osiągnięcia

### Mieszane sztuki walki
- 2014: The Ultimate Fighter: A Champion Will Be Crowned – finalistka w wadze słomkowej
- 2017–2019: mistrzyni UFC w wadze słomkowej[42][48]
- 2021–2022: mistrzyni UFC w wadze słomkowej[56]

## Lista zawodowych walk w MMA
| Wynik     | Bilans | Przeciwnik (bilans przed walką) | Rozstrzygnięcie                       | Runda | Czas | Rozgrywki                                               | Data       | Miejsce        | Uwagi                                                                                   |
| --------- | ------ | ------------------------------- | ------------------------------------- | ----- | ---- | ------------------------------------------------------- | ---------- | -------------- | --------------------------------------------------------------------------------------- |
| Wygrana   | 14-7   | Miranda Maverick (15-5)         | Decyzja (jednogłośna)                 | 3     | 5:00 | UFC Fight Night: Usman vs. Buckley                      | 14.06.2025 | Atlanta        |                                                                                         |
| Przegrana | 13-7   | Erin Blanchfield (12-2)         | Decyzja (jednogłośna)                 | 5     | 5:00 | UFC Fight Night: Moreno vs. Albazi                      | 02.11.2024 | Edmonton       | Co-Main Event                                                                           |
| Wygrana   | 13-6   | Tracy Cortez (11-1)             | Decyzja (jednogłośna)                 | 5     | 5:00 | UFC Fight Night: Namajunas vs. Cortez                   | 13.07.2024 | Denver         | Main Event                                                                              |
| Wygrana   | 12-6   | Amanda Ribas (12-4)             | Decyzja (jednogłośna)                 | 3     | 5:00 | UFC Fight Night: Ribas vs. Namajunas                    | 23.03.2024 | Las Vegas      | Main Event                                                                              |
| Przegrana | 11-6   | Manon Fiorot (10-1)             | Decyzja (jednogłośna)                 | 3     | 5:00 | UFC Fight Night: Gane vs. Spivak                        | 02.09.2023 | Paryż          | Debiut w wadze muszej. Co-Main Event                                                    |
| Przegrana | 11-5   | Carla Esparza (18-6)            | Decyzja (niejednogłośna)              | 5     | 5:00 | UFC 274                                                 | 07.05.2022 | Phoenix        | Straciła pas mistrzowski UFC w wadze słomkowej. Co-Main Event                           |
| Wygrana   | 11-4   | Zhang Weili (21-2)              | Decyzja (niejednogłośna)              | 5     | 5:00 | UFC 268                                                 | 06.11.2021 | Nowy Jork      | Obroniła pas mistrzowski UFC w wadze słomkowej. Co-Main Event                           |
| Wygrana   | 10-4   | Zhang Weili (21-1)              | KO (wysokie kopnięcie na głowę)       | 1     | 1:18 | UFC 261                                                 | 24.04.2021 | Jacksonville   | Zdobyła pas mistrzowski UFC w słomkowej kobiet. Bonus za występ wieczoru. Co-Main Event |
| Wygrana   | 9-4    | Jéssica Andrade (20-7)          | Decyzja (niejednogłośna)              | 3     | 5:00 | UFC 251                                                 | 11.07.2020 | Abu Zabi       | Bonus za walkę wieczoru                                                                 |
| Przegrana | 8-4    | Jéssica Andrade (19-6)          | KO (slam)                             | 2     | 2:58 | UFC 237                                                 | 11.05.2019 | Rio de Janeiro | Straciła pas mistrzowski UFC w wadze słomkowej. Bonus za walkę wieczoru. Main Event     |
| Wygrana   | 8-3    | Joanna Jędrzejczyk (14-1)       | Decyzja (jednogłośna)                 | 5     | 5:00 | UFC 223                                                 | 07.04.2018 | Nowy Jork      | Obroniła pas mistrzowski UFC w wadze słomkowej. Co-Main Event                           |
| Wygrana   | 7-3    | Joanna Jędrzejczyk (14-0)       | KO (lewy sierpowy i ciosy w parterze) | 1     | 3:03 | UFC 217                                                 | 04.11.2017 | Nowy Jork      | Zdobyła pas mistrzowski UFC w wadze słomkowej. Bonus za występ wieczoru                 |
| Wygrana   | 6-3    | Michelle Waterson (14-4)        | Poddanie (duszenie zza pleców)        | 2     | 2:47 | UFC on Fox: Johnson vs. Reis                            | 15.04.2017 | Kansas City    | Co-Main Event                                                                           |
| Przegrana | 5-3    | Karolina Kowalkiewicz (9-0)     | Decyzja (niejednogłośna)              | 3     | 5:00 | UFC 201                                                 | 30.06.2016 | Atlanta        | Bonus za walkę wieczoru. Co-Main Event                                                  |
| Wygrana   | 5-2    | Tecia Torres (7-0)              | Decyzja (jednogłośna)                 | 3     | 5:00 | UFC on Fox: Teixeira vs. Evans                          | 16.04.2016 | Tampa          | Co-Main Event                                                                           |
| Wygrana   | 4-2    | Paige VanZant (6-1)             | Poddanie (duszenie zza pleców)        | 5     | 2:25 | UFC Fight Night 80: Namajunas vs. VanZant               | 10.12.2015 | Las Vegas      | Bonus za występ wieczoru. Main Event                                                    |
| Wygrana   | 3-2    | Angela Hill (2-1)               | Poddanie (duszenie zza pleców)        | 1     | 2:47 | UFC 192                                                 | 03.10.2015 | Houston        |                                                                                         |
| Przegrana | 2-2    | Carla Esparza (9-2)             | Poddanie (duszenie zza pleców)        | 3     | 1:26 | The Ultimate Fighter: A Champion Will Be Crowned Finale | 12.12.2014 | Las Vegas      | Pierwsza w historii UFC walka o pas mistrzowski w wadze słomkowej.                      |
| Przegrana | 2-1    | Tecia Torres (2-0)              | Decyzja (jednogłośna)                 | 3     | 5:00 | Invicta FC 6: Coenen vs. Cyborg                         | 13.07.2013 | Kansas City    |                                                                                         |
| Wygrana   | 2-0    | Kathina Catron (2-1)            | Poddanie (latająca balacha)           | 1     | 0:12 | Invicta FC 5: Penne vs. Waterson                        | 05.03.2013 | Kansas City    | Bonus za poddanie wieczoru.                                                             |
| Wygrana   | 1-0    | Emily Kagan (2-0)               | Poddanie (duszenie zza pleców)        | 3     | 3:44 | Invicta FC 4: Esparza vs. Hyatt                         | 05.01.2013 | Kansas City    | Bonus za poddanie wieczoru.                                                             |